# Олігодон Баррона
Олігодон Баррона (Oligodon barroni) — неотруйна змія з роду Олігодон родини Вужеві.

## Опис
Загальна довжина сягає 40 см. Забарвлення коливається від сірого до рудуватого. Поперечні плями дрібні, рідко розташовані, червонуваті або коричневі з темнішою облямівкою по краях. Часто уздовж хребта тягнеться нечітка переривчаста світла смуга. У деяких особин вона димчасто-помаранчева. Краї окремих лусок підкреслені темно-коричневим. Характерний малюнок на голові зазвичай чіткий, але «маска» та трикутна пляма не зливаються.

## Спосіб життя
Полюбляє первинні та вторинні дощові тропічні ліси, тримається поблизу поселень людини. Активний у сутінки та вночі, вдень ховається під камінням, стовбурами повалених дерев та у лісовій підстилці. Харчується яйцями птахів й рептилій. 
Це яйцекладна змія. Самиця відкладає до 5—8 яєць.

## Розповсюдження
Мешкає у Таїланді, Камбоджі та південній частині В'єтнаму. 